# Disney (Oklahoma)
Disney – miasto w Stanach Zjednoczonych, w stanie Oklahoma, w hrabstwie Mayes.